# Яблочкін Валерій Миколайович
Валерій Яблочкін (рос. Валерий Николаевич Яблочкин, нар. 2 лютого 1973, Темиртау) — радянський, згодом казахський  футболіст, що грав на позиції нападника, зокрема за національну збірну Казахстану.

## Клубна кар'єра
У дорослому футболі дебютував 1989 року виступами за алматинський РШВСМ.
У 1990—1991 роках грав за «Булат», «Восток» та «Шахтар» (Караганда), а 1992 року дебютував у новоствореній першості незалежного Казахстану за «Кайрат».
1993 перебрався до Росії, де продовжив кар'єру у складі «Шинника». Відіграв за ярославську команду чотири сезони своєї ігрової кар'єри. Більшість часу, проведеного у складі ярославського «Шинника», був основним гравцем атакувальної ланки команди і одним із її головних бомбардирів команди, маючи середню результативність на рівні 0,43 гола за гру першості.
Згодом протягом 1997 року захищав кольори московського «Локомотива», а завершував ігрову кар'єру наступного року виступами за ярославський «Нафтовик».

## Виступи за збірну
1992 року дебютував в офіційних матчах у складі національної збірної Казахстану.
Свою другу у останню гру за національну команду провів лише 1997 року, відзначившись у ній голом у ворота команди Пакістану.